# Base de March de la Reserva Aérea
La Base de March de la Reserva Aérea (IATA: RIV, ICAO: KRIV, FAA LID: RIV), (en inglés: March Air Reserve Base), anteriormente conocida como Base de March de la Fuerza Aérea (March Air Force Base) está ubicada en el condado de Riverside (California), entre las ciudades de Riverside, Moreno Valley y Perris. Es la sede de la Cuarta Fuerza Aérea (4 AF) del Comando de Reserva de la Fuerza Aérea y del 452ª Ala de Movilidad Aérea (452 AMW), el ala de movilidad aérea más grande de la Cuarta Fuerza Aérea.  Además de las múltiples unidades del Comando de Reserva de la Fuerza Aérea que apoyan al Comando de Movilidad Aérea, al Comando Aéreo de Combate y a las Fuerzas Aéreas del Pacífico, la base de March también alberga a las unidades de Reserva del Ejército, la Reserva de la Marina, la Reserva del Cuerpo de Marines, la Guardia Nacional Aérea de California y la Guardia Nacional del Ejército de California. Durante casi 50 años March fue una base del Comando Aéreo Estratégico durante la Guerra Fría. La instalación cubre 840 hectáreas de terreno.

## Unidades

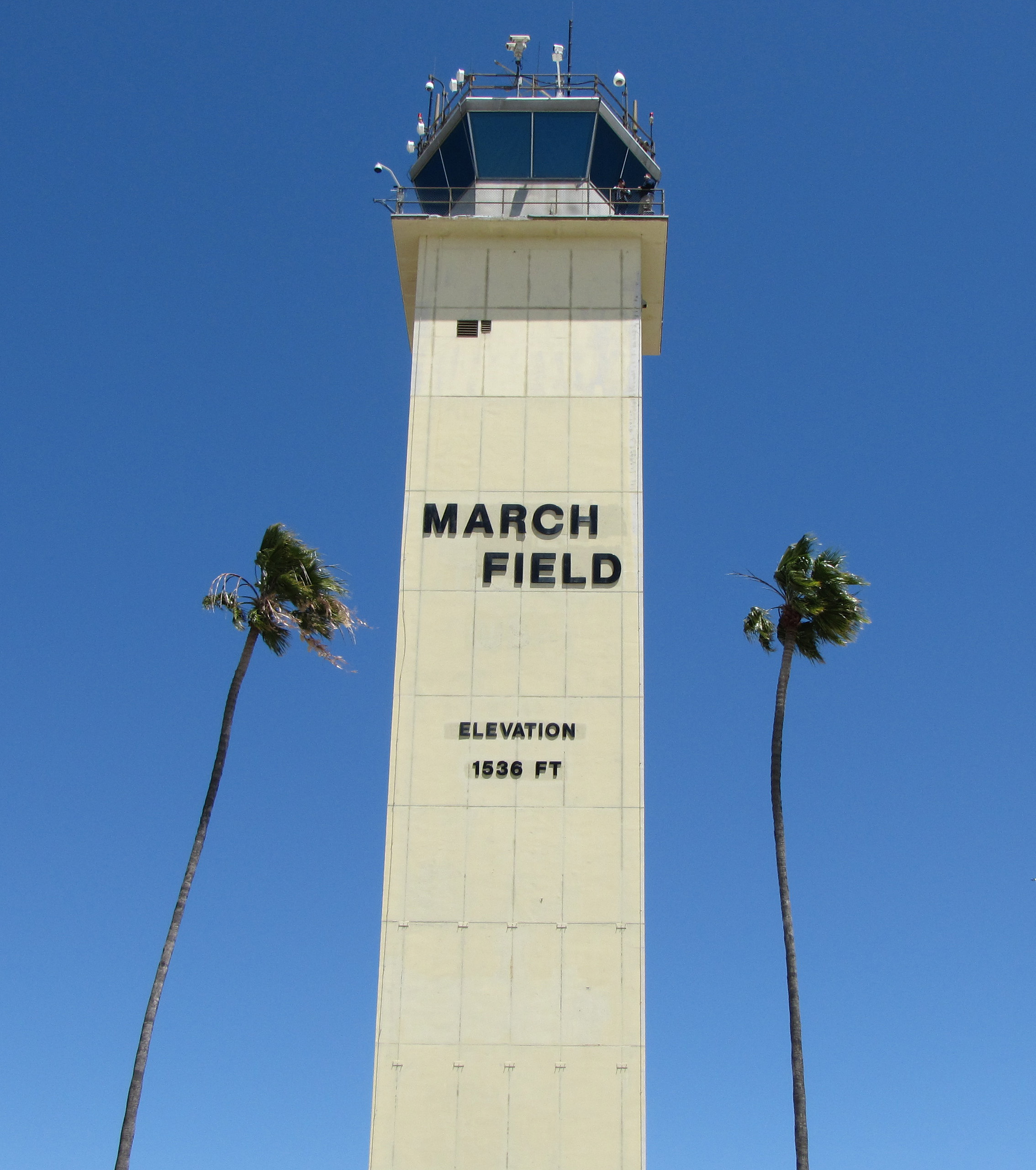
La torre de control de March (demolida en 2015)

El 1 de enero de 1994, el 722ª Ala de Reabastecimiento Aéreo se activó en la entonces denominada March AFB para reemplazar al 22ª Ala de Reabastecimiento Aéreo, que se estaba trasladando a la Base Aérea de McConnell en Kansas, w/o/p/e.  El ala se desactivó el 1 de abril de 1996 y las responsabilidades de la base se transfirieron a la 452ª Ala de Movilidad Aérea (452 AMW) de la Reserva de la Fuerza Aérea.
En la actualidad la unidad anfitriona de March sigue siendo la 452 AMW, que además de su misión de vuelo operativa, también da soporte base como anfitriona para numerosas unidades arrendatarias. March JARB es también es la sede de la Cuarta Fuerza Aérea (4 AF) del Comando de Reserva de la Fuerza Aérea y varias unidades de la Guardia Nacional Aérea de California.
- 452ª Ala de Movilidad Aérea
  - 452º Grupo de Operaciones
    - 336º Escuadrón de Reabastecimiento Aéreo
    - 729º Escuadrón de Transporte Aéreo]]
    - 452º Escuadrón de Operaciones de Apoyo
    - 912º Escuadrón de Reabastecimiento Aéreo (Escuadrón "Asociado" en Servicio Activo)

  - 452º Grupo de Mantenimiento
  - 452º Grupo de Apoyo a la Misión
  - 452º Grupo Médico
  - 1.er Escuadrón de Cámaras de Combate, Lugar de Operación Charlie (establecido a finales de 2017)

### Unidades inquilinas
- Fourth Air Force
- 163d Attack Wing, California Air National Guard
- 144th Fighter Wing Detachment 1, California Air National Guard
- 701st Combat Operations Squadron, 610th Air Operations Group, Tenth Air Force
- 362d Air Force Recruiting Squadron, 372d Recruiting Group, Air Force Recruiting Service
- AFN Broadcast Center/Defense Media Center
- Defense Visual Information Center, Defense Media Activity
- 653d Area Support Group, Army Reserve Center
- 304th Sustainment Brigade
- 358th Civil Affairs Brigade, 351st Civil Affairs Command, United States Army Civil Affairs and Psychological Operations Command
- Naval and Marine Corps Reserve Center
- Air and Marine Operations Center, CBP Air and Marine Operations
- Civil Air Patrol, California Wing, Inland Empire Group III, 45th Composite Squadron
- Defense Commissary Agency
- Army & Air Force Exchange Service
- March Joint Powers Authority

Desde 1995 March ARB ha albergado operaciones de alerta para el 144º Escuadrón de Combate (144th Fighter Wing) de la Guardia Nacional Aérea de California, que también es utilizado operacionalmente por el Comando Aéreo de Combate. Antes de 2013 los cazas F-16 Fighting Falcon estacionados en el 144º Escuadrón de Combate estaban en alerta en March, que inicialmente constaba de un F-16C/D Bloque 25 y luego un F-16C/D Bloque 32. Después de la transición del ala al F-15 Eagle, el 144º Escuadrón de Combate ahora estaciona los F-16C Bloque 30 de la Guardia Nacional Aérea de Dakota del Sur (144º Escuadrón de Combate) en esta ubicación operativa en apoyo de Comando Norte de Estados Unidos y el NORAD.
En March también juegan un papel en actividades de vuelo diversas agencias civiles como una Unidad Aérea de la Oficina de Aduanas y Protección Fronteriza de Estados Unidos con base permanente, así como una unidad aérea del Departamento Forestal de California que utiliza la base de forma intermitente.
Dragon Flight es un equipo civil de demostración de vuelo en formación con base en March, patrocinado por March Field Aero Club. El equipo usa el T-34 Mentor, haciendo numerosas apariciones en todo el suroeste de Estados Unidos cada año.

## Festival aéreo de March Field
El festival aéreo de March Field, también conocido como Thunder Over the Empire, es un espectáculo aéreo bienal que se lleva a cabo en March ARB. Es uno de los eventos más grandes de Inland Empire y el condado de Riverside. El espectáculo ha contado con invitados como los Thunderbirds de la Fuerza Aérea, el F-22 Raptor y muchas otras demostraciones militares y civiles. 2010 vio al Patriots Jet Team como el equipo de demostración más destacado del espectáculo. La asistencia al espectáculo de 2010 se estimó en más de 150.000 personas. El próximo espectáculo aéreo está programado para el 22 y 23 de abril de 2023.

## Historia
March es uno de los aeródromos más antiguos operados por las Fuerzas Armadas de Estados Unidos y fue fundado con el nombre de Alessandro Flying Training Field en febrero de 1918. Fue uno de los treinta y dos campos de entrenamiento del Servicio Aéreo establecidos después de la entrada de los Estados Unidos en la Primera Guerra Mundial en abril de 1917. El aeródromo pasó a llamarse March Field el mes siguiente por el Teniente Segundo Peyton C. March, Jr., el hijo recientemente fallecido del entonces Jefe del Estado Mayor del Ejército Peyton C. March, quien murió en un accidente aéreo en Texas solo quince días después de ser oficial.

### Primera Guerra Mundial
El establecimiento de la Base de March de la Fuerza Aérea comenzó a principios del siglo XX, en un momento en que Estados Unidos se apresuraba a desarrollar sus fuerzas militares en previsión de la entrada en la Primera Guerra Mundial. En 1917, en respuesta a las noticias del frente, las asignaciones del Congreso intentaron respaldar los planes del General George O. Squier, el principal oficial de señales del Ejército, de "dar el golpe yanqui a la guerra construyendo un ejército en el aire".
Paralelamente, el Departamento de Guerra anunció sus intenciones de construir varias instalaciones militares nuevas. Los esfuerzos de Frank Miller, entonces propietario de Mission Inn en Riverside (California), Hiram Johnson y otros, lograron obtener la aprobación del Departamento de Guerra para construir un aeródromo en Alessandro Field ubicado cerca de Riverside, una pista de aterrizaje utilizada por aviadores desde Rockwell Field para efectuar vuelos por todo el país desde San Diego.
El Ejército se dispuso rápidamente en establecer el nuevo campo de aviación. El Sargento Charles E. Garlick, que había aterrizado en Alessandro Field en un Curtiss JN-4 "Jenny" en noviembre de 1917, fue seleccionado para dirigir el contingente de avance de cuatro hombres a la nueva base desde Rockwell Field. El 26 de febrero de 1918 Garlick y su equipo, así como un grupo de arrieros de la cercana Colton, conocidos por ser expertos en la limpieza de terrenos y por su colorida sintaxis, comenzaron a excavar los cimientos del edificio y el 1 de marzo de 1918 se abrió el Alessandro Flying Training Field.
El 20 de marzo de 1918 Alessandro Flying Training Field se convirtió en March Field, llamado así en honor al Teniente Segundo Peyton C. March, Jr., hijo del Jefe del Estado Mayor del Ejército, quien murió cuando su Curtiss JN-4 "Jenny" se estrelló en Fort Worth (Texas) el mes anterior. Su accidente ocurrió dos semanas después de haber sido comisionado en el Servicio Aéreo del Ejército de Estados Unidos.
A finales de abril de 1918 se había avanzado lo suficiente en la construcción del nuevo campo para permitir la llegada de las primeras tropas. El comandante del destacamento 818th Aero Squadron, el Capitán William Carruthers, asumió el cargo de primer comandante del campo y durante un tiempo operó desde una oficina en Mission Inn. En un tiempo récord de 60 días la planicie cubierta de rastrojos de grano de Moreno Valley se había transformado parcialmente para incluir doce hangares, seis cuarteles equipados para 150 hombres cada uno, comedores, un taller de máquinas, oficina de correos, hospital, un depósito de suministros, un aero edificio de reparación, alojamiento para oficiales solteros y una residencia para el oficial al mando. Finalmente, March Field vio la construcción de unos 50 edificios. Cubría más de 283 hectáreas y podía acomodar hasta 1.000 personas. Docenas de edificios de madera sirvieron como acuartelamiento, mantenimiento y alojamiento para oficiales. Los soldados rasos tenían que acampar en tiendas de campaña.

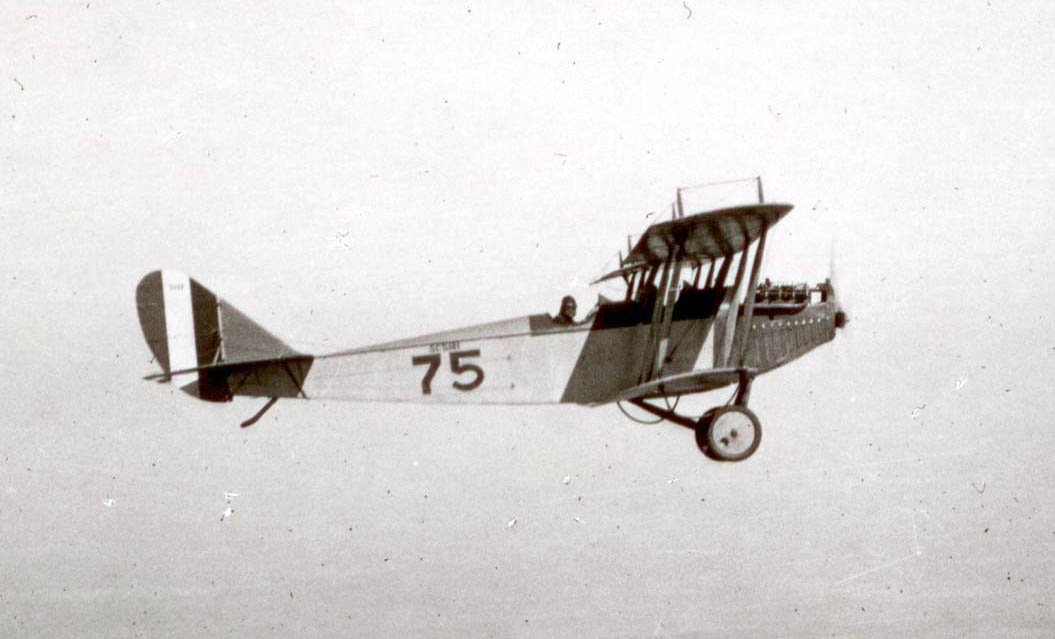
Un Curtiss JN-4 "Jenny" en un vuelo de entrenamiento durante la Primera Guerra Mundial. Este es el tipo de avión utilizado en March Field durante esta época para el entrenamiento básico de los pilotos militares.

El primer escuadrón volador fue el 215 Aero Squadron, que fue transferido desde Rockwell Field en North Island (California). Más tarde, el 68 y el 289 también fueron transferidos desde Rockwell. Solo unos pocos aviones del Servicio Aéreo del Ejército de Estados Unidos llegaron con escuadrones, la mayoría de los Curtiss JN-4 Jennys que se utilizarían para el entrenamiento de vuelo se enviaron en cajas de madera en vagones de ferrocarril.
March Field sirvió como base para el entrenamiento de vuelo primario con un curso de ocho semanas. Podía albergar a un máximo de 300 estudiantes. En 1918, el entrenamiento de vuelo se realizó en dos fases: primaria y avanzada. El entrenamiento primario consistió en que los pilotos aprendieran habilidades básicas de vuelo bajo instrucción dual y en solitario. Después de completar su entrenamiento primario en Mather, los cadetes de vuelo eran transferidos a otra base para recibir entrenamiento avanzado. Las unidades de entrenamiento asignadas a March fueron las siguientes:
- Post Headquarters, March Field, marzo de 1918 – abril de 1923
- 68th Aero Squadron (II), junio de 1918 (transferida desde Rockwell Field, California)

Redesignado como Squadron "A", julio–noviembre de 1918
- 215th Aero Squadron, marzo de 1918 (transferido desde Rockwell Field, California)

Redesignado como Squadron "B", julio–noviembre de 1918
- 289th Aero Squadron, Agosto de 1918 (transferido desde Rockwell Field, California)

Redesignado como Squadron "C", julio–noviembre de 1918
- 293d Aero Squadron, junio de 1918

Redesignado como Squadron "D", julio–noviembre de 1918
- 311th Aero Squadron, junio de 1918

Redesignado como Squadron "E", julio–noviembre de 1918
- Flying School Detachment (Consolidación de los Squadrons A-E), noviembre de 1918 – noviembre de 1919

### Primer accidente
El 2 de agosto de 1918 el Standard J-1, AS-1918, se estrelló y fue dado de baja en March Field. "Por Associated Press a THE SUN RIVERSIDE, 2 de Agosto. - William L. Ash, cadete volador en March Field [sic], cayó desde una altura de 1,000 pies en barrena y resultó gravemente herido. Sufrió una fractura en una pierna y en un brazo y una punción en el costado. Se espera que se recupere. Ash vivía en Pittsburg (Kansas). Fue el primer accidente grave en March Field. Ash estaba haciendo su segundo vuelo en solitario cuando su avión se precipitó".

### Post-Armisticio
Con el final repentino de la Primera Guerra Mundial el 11 de noviembre de 1918, se desconocía el estado operativo futuro de March Field. Muchos funcionarios locales especularon que el gobierno de Estados Unidos mantendría el campo abierto debido al excelente historial de combate establecido por los pilotos entrenados en marzo en Europa. Los lugareños reconocieron también las condiciones climáticas óptimas en el área de Riverside para los vuelos de entrenamiento. El  11 de noviembre de 1918 a los cadetes en instrucción se les permitió completar su entrenamientos de vuelo, sin embargo, no se asignaron nuevos cadetes a la base. Además, los escuadrones de entrenamiento separados se consolidaron en un solo destacamento en la Escuela de Vuelo, ya que gran parte del personal asignado estaba siendo desmovilizado.

### El período comprendido entre las dos guerras

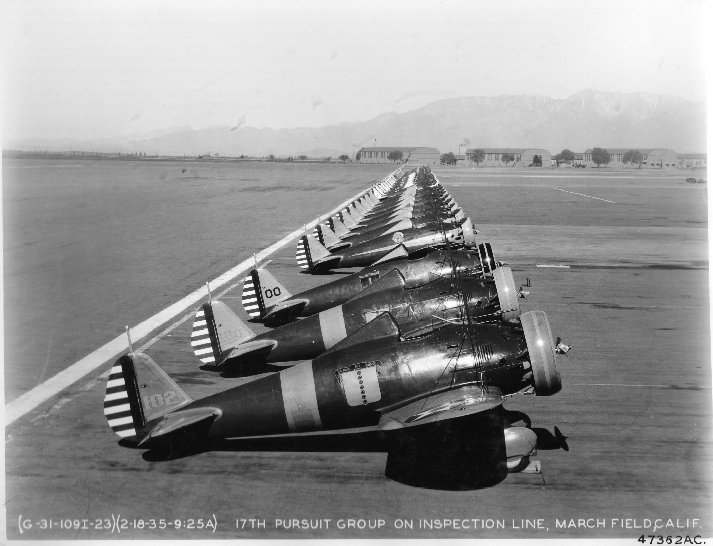
Boeing P-26A Peashooters del 17th Pursuit Group, el 18 de febrero de 1935. 33–102 en primer plano. Estos aviones fueron enviados más tarde al Escuadrón/Grupo de Persecución de la Fuerza Aérea de Filipinas en 1937.

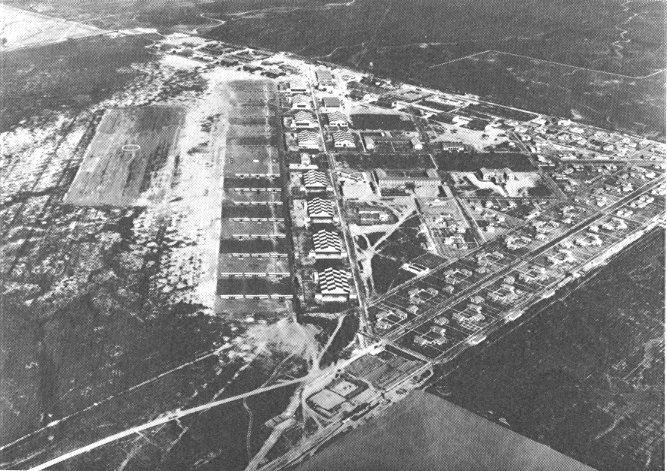
Foto aérea oblicua de March Field, tomada en marzo de 1932, mirando de sureste a noroeste.

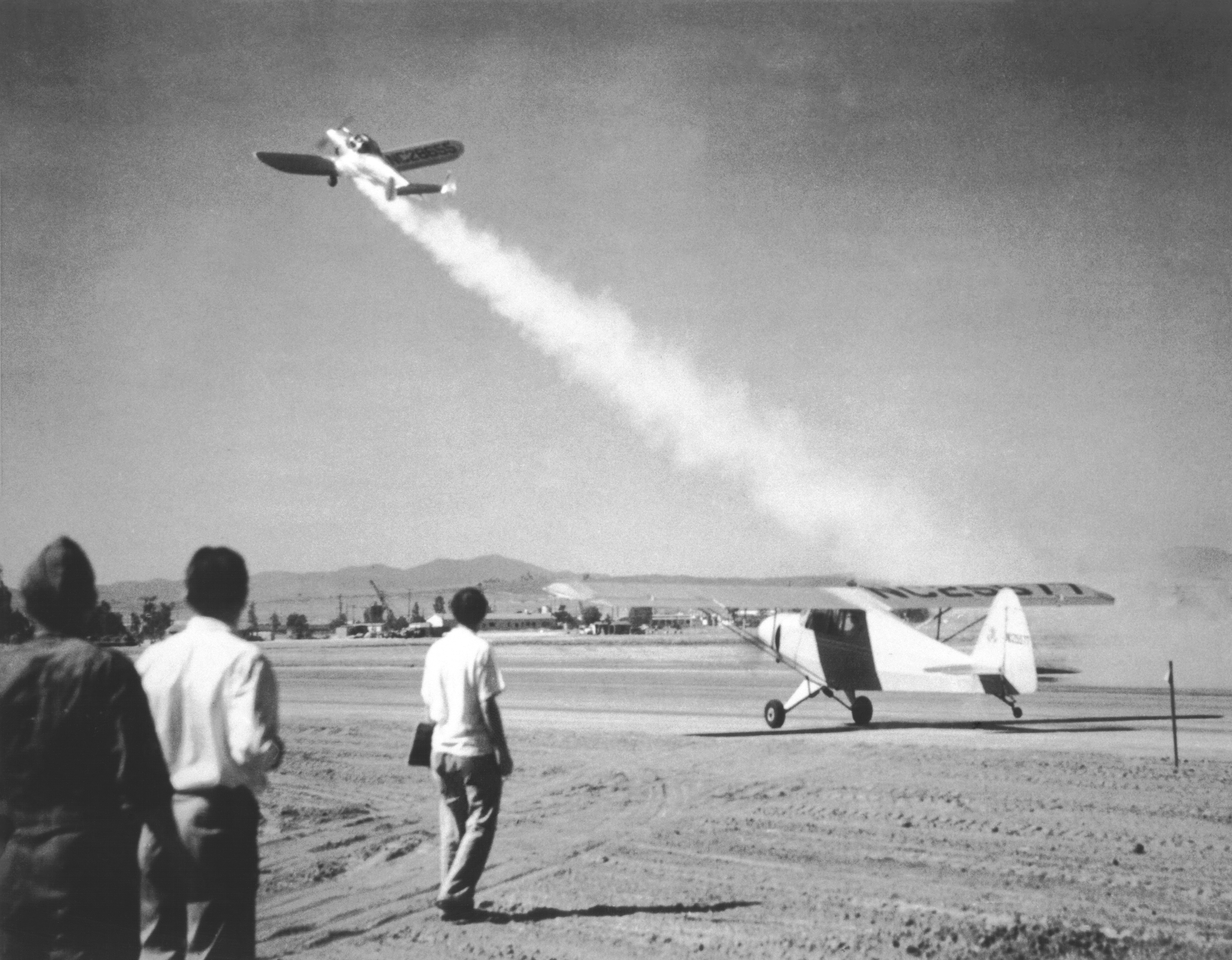
El primer despegue de JATO, por un ERCO Ercoupe equipado con un propulsor GALCIT, en 1941, realizado en March Field.

La firma del armisticio en noviembre de 1918 no detuvo el entrenamiento en March Field. Inicialmente, March, fue utilizado por varios escuadrones del Servicio Aéreo que regresaron de Francia:
- 9th Aero Squadron: 22 de julio – 2 de agosto, 15 de noviembre – 11 de diciembre de 1919
- 19th Aero Squadron: 1 de octubre – 29 de junio de 1921
- 23rd Aero Squadron: 1 de octubre de 1921 – 21 de marzo de 1922

El 13 de diciembre de 1919 la Cámara de Representantes de Estados Unidos aprobó un proyecto de ley de asignaciones con un valor de 9,6 millones de dólares para la compra de terrenos adicionales en los campamentos militares “que formarían parte del establecimiento militar permanente”. A March Field se le asignaron 64.000 dólares de esta cantidad.
No obstante en 1921 se tomó la decisión de eliminar gradualmente todas las actividades debido a la fuerte reducción de los presupuestos militares. Aun así, en la primavera de 1923, March Field fue desactivado del servicio activo como aeródromo y se asignó una pequeña unidad de conserjería en la instalación por razones administrativas. Fue utilizado por la patrulla forestal aérea. También se utilizó de forma intermitente para apoyar a pequeñas unidades militares.
March Field permanecería desapercibida por poco tiempo. En julio de 1926 el Congreso creó el Cuerpo Aéreo del Ejército y aprobó el plan quinquenal del Ejército, que hacía un llamamiento a una mayor formación de los pilotos y a la activación de unidades tácticas. En consecuencia, se asignaron fondos para la reapertura de March Field en marzo de 1927.
El Coronel William C. Gardenhire, asignado para dirigir la remodelación de la base, acababa de ordenar a sus equipos que reemplazaran los puntales de muchos de los edificios anteriores cuando recibió la noticia de que la futura construcción iba a contar con el diseño arquitectónico de neomisión. Con el tiempo, March Field recibiría estructuras permanentes. El esfuerzo de rehabilitación estuvo casi completo en agosto de 1927, cuando el Mayor Millard F. Harmon se presentó para asumir el puesto de comandante de la base y comandante de la escuela de vuelo. Las clases comenzaron poco después de su llegada. El Grupo Escolar 13 y sus Escuadrones Escolares 47 y 53 proporcionaron entrenamiento de vuelo básico y primario para los futuros líderes de la Fuerza Aérea como Hoyt Vandenberg, Nathan Twining, Thomas Power y Curtis LeMay.
A medida que March Field comenzó a tomar la apariencia de una instalación militar permanente, la misión básica de la base cambió. Cuando Randolph Field comenzó a operar como zona de entrenamiento en 1931, March Field se convirtió en una base de operaciones. Antes del fin de año, el 7.º Grupo de Bombardeo, comandado por el Mayor Carl A. Spaatz, trajo sus bombarderos Curtiss B-2 Condor y Keystone B-3A al aeródromo. La activación del 17th Pursuit Group y varias unidades subordinadas junto con la llegada del 1st Bombardment Wing inició un período en el que March Field se asoció con el avión más pesado del Cuerpo Aéreo del ejército, así como con una variedad de cazas. Las aeronaves en la línea de vuelo de March en la década de 1930 incluían bombarderos Keystone B-4, Martin B-10/B-12 y Douglas B-18 Bolo; aviones de persecución Boeing P-12, P-26 Peashooter y Curtiss P-36 Hawk; bombarderos en picado Northrop A-17A y aviones de observación Douglas O-38.
En la década anterior a la Segunda Guerra Mundial, March Field adquirió gran parte de su apariencia actual y también comenzó a ganar prominencia. El teniente coronel Henry H. (Hap) Arnold, comandante de la base de 1931 a 1936, inició una serie de maniobras muy publicitadas para llamar la atención del público. Esto resultó en una visita del gobernador James Rolph en marzo de 1932, numerosas visitas de celebridades de Hollywood como Bebe Daniels, Wallace Beery, Rochelle Hudson, entre otros, y visitas de aviadores famosos como Amelia Earhart. Los artículos en los periódicos de Los Ángeles también mantuvieron a March Field en las noticias y atrajeron una considerable atención pública.
A partir de abril de 1933 cientos de reclutas del Cuerpo Civil de Conservación comenzaron a llegar a March Field todos los días. Totalizaron más de 7.000 en julio de ese año. Estuvieron alojados en tiendas de campaña mientras esperaban a que se construyeran instalaciones permanentes. Ese verano, bajo la dirección de Malin Craig, las actividades del Cuerpo Aéreo en el campo se suspendieron prácticamente mientras se ponía en marcha el programa del Cuerpo Civil de Conservación, bajo la supervisión directa de Hap Arnold.
La finalización de la primera fase de edificios permanentes en 1934 se sumó a la calidad escénica de la base.

### Segunda Guerra Mundial

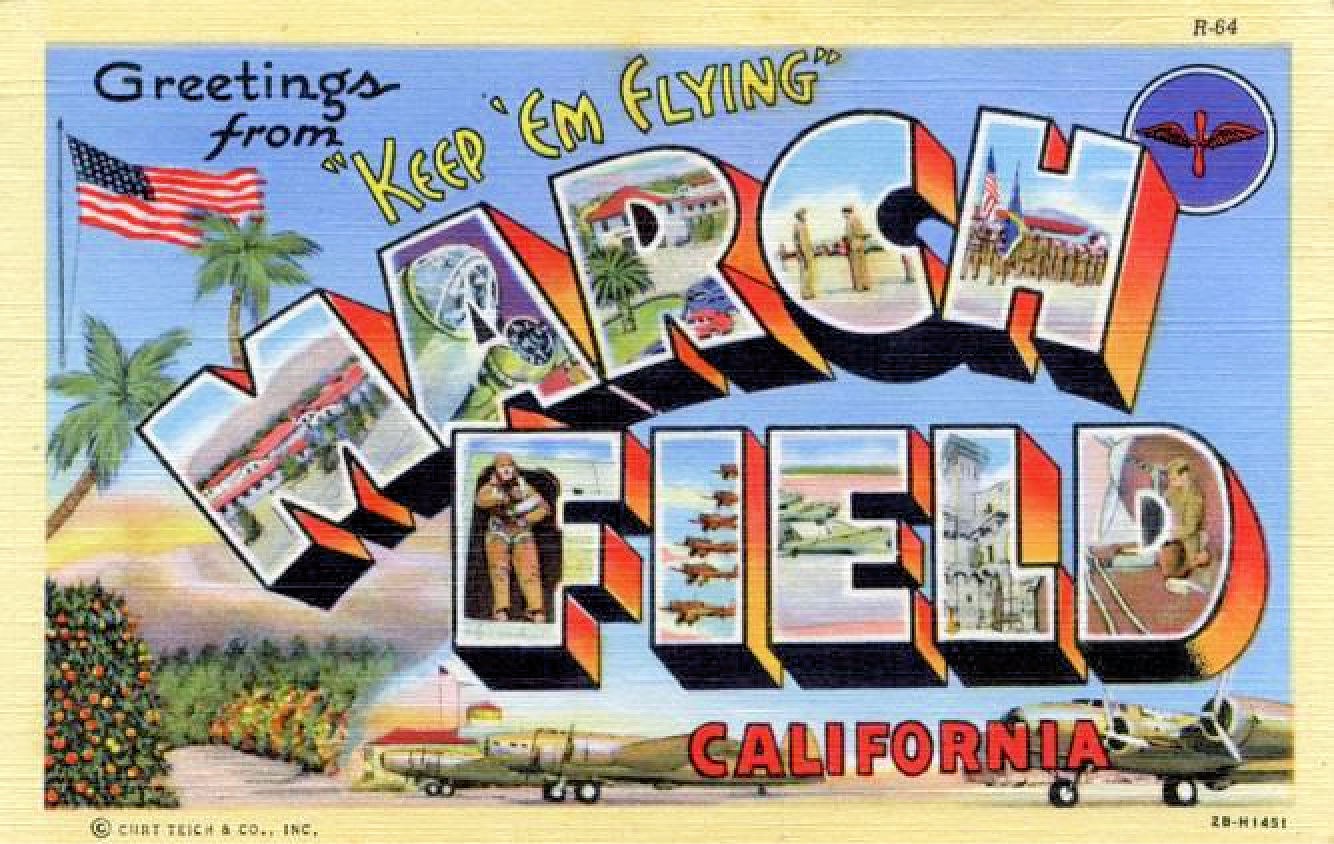
Postal de March Field de la Segunda Guerra Mundial.

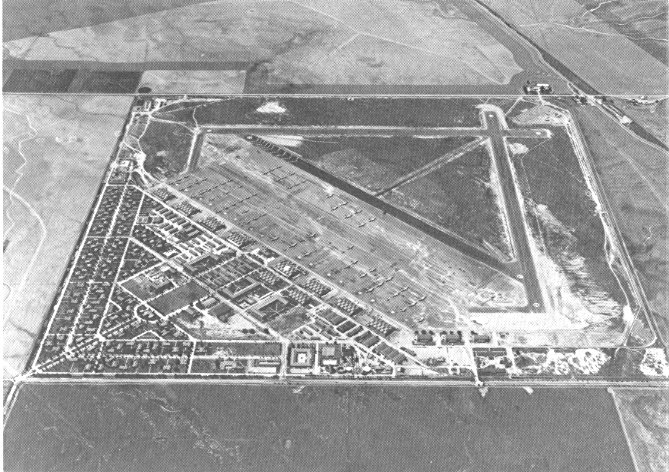
Foto aérea oblicua de March Field en mayo de 1940, justo antes de la Segunda Guerra Mundial, mirando de norte a sur.

El ataque a Pearl Harbor en diciembre de 1941 hizo que March Field volviera rápidamente a entrenar a sus tripulaciones aéreas. A lo largo de la Segunda Guerra Mundial muchos grupos de bombardeo, que pronto se harían famosos, realizaron su entrenamiento final en March, antes de embarcarse para el servicio en el Pacífico. Las subbases y auxiliares conocidas utilizados para el entrenamiento fueron:
- Aeropuerto de Buffalo Springs 33°24′17″N 118°24′58″O / 33.40472, -118.41611
- Aeródromo Needles del Ejército 34°45′55″N 114°37′28″O / 34.76528, -114.62444
- Aeródromo Shavers Summit del Ejército 33°39′54″N 115°42′36″O / 33.66500, -115.71000

El primer espectáculo de la USO por parte del actor Bob Hope se llevó a cabo en March el 6 de mayo de 1941. Su productor de radio, Albert Capstaff, cuyo hermano estaba destinado allí, le había pedido que hiciera una función escénica en March. Poco después Jack Benny creó su propio programa de radio desde March Field el 11 de enero de 1942.

### Era de la posguerra

#### Comando Táctico Aéreo
Después de la guerra, March fue asignado al nuevo Comando Táctico Aéreo como parte de la reorganización que experimentó la Fuerza Aérea del Ejército en época de posguerra. March fue asignado a la Duodécima Fuerza Aérea del Comando Táctico Aéreo. La primera unidad que fue asignada al Comando Táctico Aéreo fue el 1.er Grupo de Combate, bajo el mando del Coronel Frank S. Perego, que se reactivó en March el 3 de julio de 1946, reemplazando y absorbiendo en tiempos de guerra a la activa 412 Escuadrilla de Pruebas. En el momento de su activación, los tres escuadrones del grupo (los escuadrones de combate 27, 71 y 94) volaron los Lockheed P-80 Shooting Star (después del 11 de junio de 1948 pilotaron los F-80), el primer caza a reacción operativo de Estados Unidos.

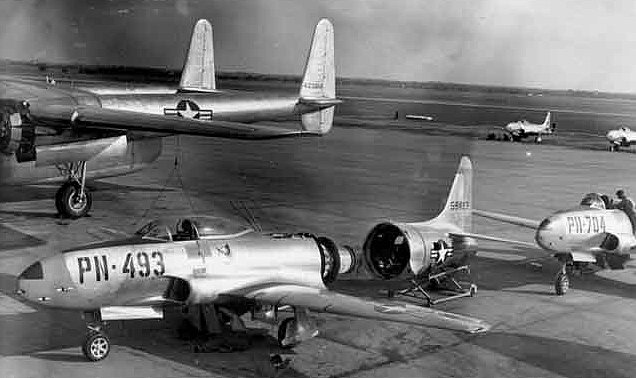
Lockheed F-80 del 1er Grupo de Combate en 1949. F-80C 49-493 en mantenimiento y F-80B 45-8704 detrás. 45-8704 ahora se encuentra en exhibición permanente en el Museo Aeroespacial de California, localizado en la antigua Base Aérea de McClellan, cerca de Sacramento.

Pocos miembros del 1.er Grupo de Combate previeron dificultades posteriores en el verano de 1946 mientras entrenaban con sus nuevos aviones de combate. La 412 Escuadrilla de Pruebas había informado en el verano de 1945 que el P-80 sería muy adecuado para escolta de bombarderos, contraataque aéreo y apoyo terrestre. El 1.er Grupo de Combate entrenó para estas y otras posibles misiones estratégicas y tácticas. La inexperiencia de los pilotos y las dificultades mecánicas se combinaron para dar al P-80 una alta tasa de accidentes, mientras que la escasez de piezas restringió el entrenamiento operativo. Aun así, el 1.er Grupo de Combate mantuvo una intensa agenda de vuelos de demostración que sirvieron para presentar el caza a un público curioso.
El 15 de agosto de 1947 se activó el 1st Fighter Wing como parte de la Regulación 20-15 de la AAF, "Reorganización de las Instalaciones y Unidades de la Base de la AAF", el 27 de junio de 1947. Esta regulación, que establecía lo que se conoció como el Plan Hobson, prescribía una configuración organizativa estándar para todas las bases de la Fuerza Aérea del Ejército en todo el mundo.